# Grandchamp (Sarthe)
Grandchamp is een gemeente in het Franse departement Sarthe (regio Pays de la Loire) en telt 170 inwoners (2005). De plaats maakt deel uit van het arrondissement Mamers.

## Geografie
De oppervlakte van Grandchamp bedraagt 5,4 km², de bevolkingsdichtheid is 31,5 inwoners per km².
De onderstaande kaart toont de ligging van Grandchamp (Sarthe) met de belangrijkste infrastructuur en aangrenzende gemeenten.

## Demografie
Onderstaande figuur toont het verloop van het inwonertal (bron: INSEE-tellingen).